# Орава
О́рава (словац. Orava, пол. Orawa, венг. Árva, нем. Arwa) — историческая область в Словакии и Польше к северу от Западных Татр вдоль реки Орава.
В настоящее время большая часть Оравы входит в состав районов Долны-Кубин, Тврдошин, Наместово Словацкой Республики. Центр — Долны Кубин. Северо-западная часть региона расположена на территории Польши и входит в состав гмин Яблонка и Липница-Велька Новотаргского повята Малопольского воеводства.

## История
Орава традиционно делится на Верхнюю и Нижнюю. Польскую часть населяют поляки и небольшое словацкое меньшинство, а словацкую часть населяют словаки, а также небольшие чешские и польские меньшинства. 
Первой столицей был Оравский Град, потом Велична и с 1683 года — Долны Кубин. Исторически входила в состав Королевства Венгрии. По переписи 1910 года здесь проживало 72 125 человек. До конца XIX века жители Оравы не имели ни этнического, ни национального самосознания.
Орава являлась одной из спорных территорий польско-чехословацких пограничных конфликтов, происходивших после образования обеих стран в 1918 году в связи с неурегулированностью вопроса о границе. Граница между Польшей и Чехословакией была определена соглашением, заключенным 13 июня 1958 г.